# Haroldius rugatulus
Haroldius rugatulus là một loài bọ cánh cứng trong họ Bọ hung (Scarabaeidae).